# AmbivalenZ -二律背反-
『AmbivalenZ -二律背反-』（アンビヴァレンツ にりつはいはん）は、1994年4月28日にアリスソフトから発売されたアダルトゲームである。対応機種はPC-9800シリーズ、FM-TOWNS、X68000、Windows 95/Windows 3.1（Win95/3.1版は1996年5月10日発売）。メディアは、フロッピーディスク7枚（PC98、X68）もしくはCD-ROM1枚（TOWNS、Win95/3.1）。配布フリー宣言の対象作品。
ジャンルはアドベンチャーゲーム。アリスソフトとしては初となる、コメディ要素の全くない、シリアス一辺倒の伝奇小説的作品である。なお、“Ambivalenz”とはドイツ語で『愛憎併存』を表す心理学用語で[:de]、『矛盾』を指す“二律背反”とは意味が全く異なる。

## ストーリー
サエルーナ国の王女シィアが、邪教ギンヌンガガップに「闇の娘」ディアドラ誕生の生贄として連れ去られた。シィアに想いを寄せる近衛騎士シュラは騎士団と共に救出に向かいギンヌンガガップを壊滅させたが一足遅く、シィアの体を食い破ってディアドラが誕生してしまう。シュラに不老の呪いをかけてアルビノの身体にし、嘲笑うように何処ともなく姿を消したディアドラ。不老と化し復讐の羅刹となったシュラはディアドラの滅亡を目的に、いつ終わるとも知れない仇討ちの旅へと出発した。
そして時は流れ、サエルーナも既に遠い昔に滅んだ現代の日本。負の草薙剣と様々な呪術を武器に今なおディアドラを追い続ける修羅（シュラ）は、数百年の時を経てシィアの生まれ変わり・桂木花梨と巡り会った…。

## キャラクター
修羅（シュラ）
元サエルーナ王国の騎士で、王女シィアとは相思相愛だった。ディアドラに不老と白子の呪いをかけられ、数百年にわたりドゥエンディとの戦いを繰り広げている。呪いのため傷の回復が早く、大怪我を負っても4日で回復するほど。
長い戦いの間に感情を失ったかのようで、他人がドゥエンディとの戦いに巻き込まれても心を動かさず、紅葉たちから見ても明らかな由羅の想いにも全く気づかない。
武器は負の草薙。どういう経緯で入手したかは明かされていない。剣の精霊である草薙丸のおしゃべりには半ば呆れている。
ゲーム中で使用する呪術は口で唱えるものが多く、風の刃を敵にぶつける、魂だけ黄泉に行く、と多彩。自分には使用しないが治癒呪術も使える模様。
草薙丸
負の草薙の精霊。水色の髪で、体中に赤い文様がある。血や斬られる者の負の感情を好むが、知能が低いためかあっけらかんとした物言いをする。顔つきや喋り方は少女のようだが、本人いわく「男でも女でもない」。
精霊であるが他人の目に見えるため、普段は草薙共々修羅の体内に封印されている。
桂木花梨
シィアと瓜二つの少女（髪の色はシィアの方が薄い）で、本作のメインヒロイン。10年前に事故で両親を亡くしており、親戚の家などを転々とした後紅葉に引き取られた。悲惨な生活をしていたにもかかわらず、純真で人が良い。また、酒には極度に弱い。
特殊能力を持っており、終盤シュラを助けることになる。
笙姫
150年以上生き続けている、現“姫”。強力な呪術が使え、若い頃は修羅と旅をしたこともある。また、修羅が瓶にためた邪気を地獄の釜に封印してくれる。
由羅
笙姫の曾々々孫（来孫）。幼い頃に両親と死別しており、肉親は笙姫だけである。普段は長い髪をリボンでポニーテールにしている。ムエタイや各種格闘技を修得しており、そこらの男には負けない。
修羅の情報屋まがいのことをしており、高校生ながら独自のネットワークを持っている。修羅のことを慕っているがために協力しているのだが、修羅には全く気づいてもらえない。
転生前はスピカという名前で、シュラと同じ騎士団に属していた。スピカ時代は髪が短かったようで、花梨を初めて見て記憶が混同したシュラが「いつの間に髪を伸ばしたんだ」と言っている。
有馬紅葉
カトリック教会から修羅たちの住む街に派遣された神父。花梨の養父でもある。一見すると眼鏡をかけた穏やかそうな青年だが、女好きで言動が怪しい。
ドゥエンディの気配がする場所によく現れる。
アスタロト
大公爵の悪魔で、魔界の四大実力者のひとり。とある理由によりアンティークドール姿で修羅たちの前に現れる。
かなり長い時を生きており、草薙丸には「ピンクばばあ」と呼ばれたことも。
二宮亜沙子
花梨の幼馴染で親友。父親が刑事で、本人は検事を目指している。強気でしっかり者であり、花梨とはよいコンビ。
ディアドラ
邪教ギンヌンガガップによって生み出された「殺戮と破壊の娘」。シィアの肉体と魂を喰らって誕生した（外見は全く似ていない）。修羅とは因縁の関係であり、何度も修羅の目の前に姿を現しては修羅を窮地に陥れてきた。残虐や混乱を好み、目的のためなら“娘”さえ犠牲にする。
邪気を使ってドゥエンディを生み出すことができる。
シィア
サエルーナ王国の王女にして唯一の王位継承者。シュラより10歳下で、生まれたときから一緒にいるシュラになついている。城を一人で抜け出しては周囲を困らせていたが、その反面、影で王になる勉強もしっかりしていたようだ。
邪教ギンヌンガガップにより誘拐され、ディアドラに肉体と魂の双方を喰われてしまった。

## キーワード
悪魔
神が地の底から生み出したもので、天から生まれた天使と対を成す。人間の魂を財産として管理するため、人間世界に干渉することはあるが、通例考えられているような邪悪な存在というわけではない。
ドゥエンディ
ディアドラが邪気を元に生み出したもの（稀に力の強いドゥエンディがドゥエンディを生み出すこともある）。悪魔たちからは「不実在の実在」と呼ばれ忌み嫌われている。
男性型と女性型がいるが、女性型のほうがより“母”の性質を受け継いでいるため強い。男性型はいびつな肉体をしており、草薙で斬って消滅させられる。女性型は耳が尖っている以外は人間の女性と変わらない容姿であり、消滅させるには精液を体内に注ぐしかない。邪気に戻された後は修羅の持つ瓶に閉じ込められた後、笙姫によって封印される。
女性型のうち最も力が強いのは「六つ星衆」と呼ばれる“娘”たちである。
負の草薙
修羅の武器。黒っぽい刀身の剣。草薙を製作する際、完全な「正」にするため邪気を取り出した時にできたもの。長らく封印されていたが、修羅の手で封印が解かれた。普段は修羅の体内に封印されており、自由に出し入れができる。
ドゥエンディの邪気を吸うことができるが、草薙の精霊である草薙丸を召喚していなければ効果を発揮しない。また、草薙が折れると草薙丸も死亡する。
姫（キ）
地獄の釜の蓋を封じる存在。修羅たちの住む街は地獄の釜の蓋にあるためか、街の住人が選ばれている。姫と言っても男性でもなることができ、世襲制でもない。姫が死ぬと次の姫が選ばれ、選ばれた者は瞬時に自分の使命を悟る。

## スタッフ
- シナリオ：とり
- キャラクターデザイン・原画：むつみまさと